# Домуладжанова, Ольга Витальевна
Ольга Витальевна Домуладжанова (12 января 1969, Ташкент, Узбекская ССР — 14 мая 2021, Россия) — заслуженный мастер спорта России (женский бокс).

## Карьера
Тренировалась в Анадыре, представляла Чукотку. 
Занималась под руководством заслуженного тренера СССР Александра Мельникова.  
Трёхкратная чемпионка России, трёхкратная победительница Кубка России, двукратная победительница Кубка Европы. 
В 2001 году стала чемпионкой мира и Европы в категории до 81 кг.
Звания:
1997 год – Мастер спорта России по пауэрлифтингу
2000 год – Мастер спорта России по боксу
2002 год – Мастер спорта России международного класса по боксу
2002 год – Заслуженный мастер спорта России
Два высших образования: 
физкультурное - Ферганский государственный пединститут имени Улугбека, 1989, физическое воспитание, учитель физической культуры
юридическое - Московская финансово-юридическая академия, 2006, юриспруденция, юрист  
Жила в Домодедове.
Умения и навыки: умение направить усилия коллектива на достижение наивысших результатов, системное мышление,  
компьютер – профессиональный пользователь, водительские права с 1988 года.
Личные качества: требовательность, справедливость, доверительность, прозрачность во взаимоотношениях с коллегами и партнерами.
Интересы и увлечения: спорт, литература, философия, путешествия.   
Трудовая деятельность:
| №   | Период (месяц, год) | Период (месяц, год) | Место работы                                                                      | Должность                                |
| №   | вступления          | ухода               | Место работы                                                                      | Должность                                |
| 1   | 2                   | 3                   | 4                                                                                 | 5                                        |
| 1.  | 07.1986             | 08.1987             | Ясли – сад, г. Фергана, Уз.ССР                                                    | Няня                                     |
| 2.  | 08.1989             | 12.1989             | Обком комсомола, г. Фергана, Уз.ССР                                               | Статист                                  |
| 3.  | 12.1989             | 10.1991             | СТПО «Швейтрикотажсбыт», г. Фергана, Уз.ССР                                       | Методист по физической культуре          |
| 4.  | 10.1991             | 08.1995             | ДЮСШ единоборств ФСОП «Узбекистан», г. Фергана, Уз.ССР                            | Методист и тренер – преподаватель, завуч |
| 5.  | 09.1995             | 12.1996             | ПО «ЗМЗ» Спортивный клуб «Мотор», г. Заволжье, Нижегородская обл.                 | Тренер по плаванию                       |
| 6.  | 12.1996             | 01.1999             | АО «Автодвигательсервис» Спортивный клуб «Мотор», г. Заволжье, Нижегородская обл. | Тренер по легкой атлетике                |
| 7.  | 01.1999             | 01.2002             | ОАО «Автодвигательсервис» г. Заволжье, Нижегородская обл.                         | Сотрудник службы безопасности            |
| 8.  | 01.2002             | 10.2003             | ДЮСШ по легкой атлетике, Спортивный клуб «Мотор», Нижегородская обл.              | Завуч                                    |
| 9.  | 10.2003             | 03.2009             | «Федерация Северного Многоборья России», г. Москва                                | Генеральный директор                     |
| 10. | 04.2009             | 04.2009             | ФГУП «ТЦСКР «Озеро Круглое» Дмитровский район                                     | Первый заместитель директора             |
| 11. | 05.2009             | 03.2010             | ФГУП «ТЦСКР «Озеро Круглое» Дмитровский район                                     | и.о. директора                           |

С 06 мая 2009 года — исполняющая обязанности директора,
с 03 марта 2010 года — директор федерального государственного унитарного предприятия «Тренировочный центр сборных команд России «Озеро Круглое» 
(с 24 января 2014 года - федеральное государственное бюджетное учреждение «Тренировочный центр сборных команд России «Озеро Круглое»).
Умерла 14 мая 2021 года от осложнений, вызванных COVID-19.